# Manuela Kraller
Manuela Kraller (née le 1er août 1981) est une soprano allemande d'Ainring. Elle est surtout connue comme pour avoir été l'ancienne chanteuse du groupe de métal symphonique allemand Xandria de la fin 2010 à la fin 2013. Manuela était auparavant l'une des chanteuses soprano du groupe de métal symphonique allemand Haggard. Elle a maintenant un projet qui s'éloigne de la scène metal et se rapproche plus d'un style classique, s'appelant « Valkea Valo » avec son ami Tobias Gut.

## Carrière musicale
Manuela Kraller a commencé sa vie musicale en 2005 à l'âge de 23 ans en chantant dans une chorale finlandaise, découvrant sa passion pour le chant. Elle a commencé à prendre des cours de chant classique et a chanté dans des chœurs d'églises et des gospels, on lui a rapidement demandé de devenir chanteuse solo. Elle a grandi avec la musique rock et metal, et a voulu le combiner avec son passé classique, elle a donc commencé à chanter dans les milieux rock et metal.

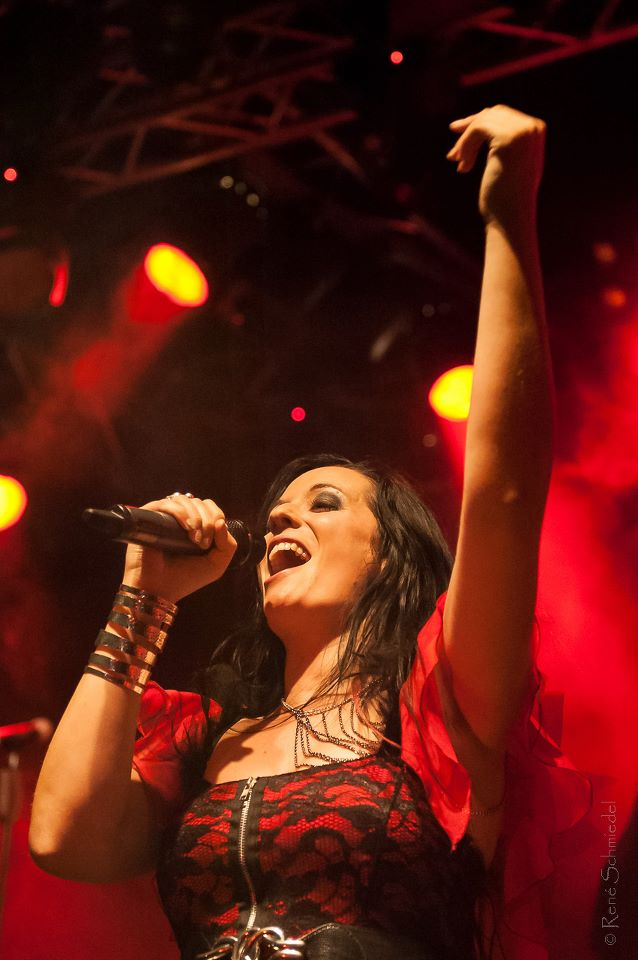
Manuela Kraller avec Xandria en 2012.

Tout en écrivant ses propres chansons, elle a rejoint le groupe suisse Nagor Mar, mais peu de temps après, elle est partie pour devenir chanteuse du groupe musical allemand Haggard. Elle n'a joué avec Haggard qu'en live et n'enregistrant aucun album studio avec eux. Le 19 décembre 2010, elle devient la nouvelle chanteuse de Xandria après que Lisa Middelhauve ait terminé de jouer le reste des dates de la tournée après le départ de Kerstin Bischof. Le 7 janvier 2011, elle fait ses débuts en direct avec Xandria pour le « Classic Meets Pop » au Seidensticker Halle à Bielefeld. Elle interprète leur chanson à succès de 2004, Ravenheart, avec l'Orchestre philharmonique de Bielefeld. Elle tourne ensuite avec Xandria lors de la tournée Out of The Dark. Le 28 novembre 2011, Xandria a annoncé la sortie de son premier album avec Kraller intitulé Neverworld's End et sort son premier et unique single avec elle, Valentine, le 14 février 2012, suivi d'un clip. Elle part ensuite en tournée avec Epica, Stream of Passion et Kamelot lors de leur Neverworld's End Tour.
En août 2013, Manuela collabore avec l'ex-chanteuse d'Amberian Dawn Heidi Parviainen, lors d'un duo pour son nouveau projet Dark Sarah et son album à venir.
Mais le 25 octobre, Xandria a annoncé sur son site que Manuela Kraller avait quitté le groupe pour poursuivre une carrière différente. Elle a été remplacée par la chanteuse néerlandaise et chanteuse d'Ex Libris Dianne van Giersbergen (qui n'est plus la chanteuse de Xandria). Manuela quitte le groupe avec regret mais aussi avec gratitude, remerciant Xandria et les fans pour le temps passé ensemble et reconnaissante pour tous les « moments merveilleux lors des tournées et des concerts ». Elle souhaite à Dianne et au groupe  le meilleur pour l'avenir.

## Influences
Elle s'est inspirée des groupes de métal symphoniques. Elle affirme que Tarja Turunen, Nightwish, Kamelot et Within Temptation figurent parmi ses artistes favoris.

## Discographie

### Nagor Mar
Chansons publiées (2009)
- Bleeding Rose
- Passion
- Deliverance
- Bleeding Rose (partie II)

### Xandria
Albums studio
- Neverworld's End (2012)

Single
- Valentine (2012)

### Carrière solo
- O Holy Night (2013)

### Valkea Valo
- TBA

### Comme invitée
- Elle est invitée sur At the Edge de Voices of Destiny et elle fait partie de la chorale sur l'album Crisis Cult (2014)
- Memories Fall de Dark Sarah de l'album Behind the Black Veil (2015)
- Rain de Dark Sarah de l'album The Puzzle (2016)